# Echtrae Nerai
Echtrae Nerai ['extre 'nʴeri] („Neras Abenteuer“) ist eine Remscéla (Vorerzählung) der Táin Bó Cuailnge im Ulster-Zyklus der keltischen Mythologie Irlands. Die Sage ist vermutlich im 10./11. Jahrhundert entstanden und ist im Leabhar Buidhe Lecain („Das gelbe Buch von Lecan“), sowie in einem Manuskript aus dem 15. Jahrhundert aufgezeichnet.

## Inhalt
Am Vorabend von Samhain (1. November) kehrt Nera, ein Krieger im Dienste des Königspaares Medb und Ailill mac Máta, von einer Mutprobe zur Burg Cruachain (Rathcroghan im County Roscommon) zurück. König Ailill hatte nämlich einen Preis für den Mutigen ausgesetzt, der es trotz des gefährlichen Samhain wagt, einem Gehängten eine Weidenrute um den Knöchel zu binden. Er sieht die Burg in Flammen und alle Bewohner von einem feindlichen Heer ermordet. Vorsichtig verfolgt er den Trupp, der in einem Síd (Elfenhügel) in der Nähe des Königssitzes verschwindet. Er dringt ein und begegnet einer Sídhe (Fee, Elfe), die ihn warnt und gleichzeitig aufklärt, dass er einen Blick in die Zukunft getan habe. Denn erst zu Samhain im kommenden Jahr werde der Überfall stattfinden.
Obwohl Nera bei der Fee bleiben will, kehrt er noch einmal nach Cruachain zurück und warnt die Bewohner vor ihrem Schicksal. Diesen gelingt es deshalb, zu Samhain unter der Führung von Medb und Ailill in den Síd einzudringen, noch bevor sich das Heer der Anderen Welt formiert hat, es mit Hilfe von Fergus mac Róich zu besiegen und den Elfenhügel auszuplündern. Nur Nera beschließt, bei seiner Fee in der Anderen Welt zu bleiben und nicht nach Cruachain zurückzukehren.
In einer anderen Variante bleibt Nera scheinbar ein Jahr im Síd und kehrt dann zu Medb zurück, um zu erkennen, dass keine Zeit vergangen ist, seit er die Weidenrute um den Fuß des Gehängten geflochten hatte. Als Beweis für sein Abenteuer einen Strauß frisch gepflückter Sommerblumen am 1. November aus der Anderswelt bringt. Die Schlacht um den Elfenhügel wird hier nicht erwähnt.

## Weblink
- Kapitel Echtra Nerai in The works of morris and of yeats in relation to early saga literature. CUP Archive, S. 172.